# Acanthoteuthis
Genre
Acanthoteuthis est un genre fossile de coléoïdes céphalopodes appartenant à la famille des Belemnotheutidae.

## Liste des espèces
- Belemnotheutis antiquus Pearce, 1842
- Belemnotheutis polonica Makowski, 1952
- Belemnotheutis mayri Engeser & Reitner, 1981